# روبرت بيري
روبرت بيري من مواليد 29 يناير 1941 في مرسيليا) (بالفرنسية: Robert Péri)‏، وهو لاعب كرة قدم فرنسي معتزل كان يجيد اللعب في خط الدفاع .
لعب بيري في أندية أيكس، في فرنسا حتى 1965، وبوردو للأعوام 1965-1969، وميتز في عامي 1969-1970، وأنغوليم في عام 1970، ثم لعب بوردو مجددا في الأعوام 1970-1972، وبعدها في طولون 1972-1975.
وشارك بيري مع منتخب فرنسا في 3 مباريات دولية في الفترة من 1965 إلى 1967.

## مسيرته الكروية
لعب روبرت بيري خلال مسيرته الاحترافية مع 6 أندية في ثمانية عشر موسمًا وسجل خلالها 35 هدفًا ضمن 376 مباراة. ولم يفز بأي موسم بالكأس أو بالدوري.
خاض روبرت بيري مسيرته مع نادي أيكس في موسم 1959–60 ليلعب معه أربعة مواسم، مشاركًا في 106 مباراة سجل خلالها 10 أهداف. ثم انتقل إلى نادي فرنسا في موسم 1963–64 واستمر معه طيلة ثلاثة مواسم، حيث شارك في 52 مباراة سجل خلالها 7 أهداف. لينتقل بعدها إلى نادي جيروندان بوردو في موسم 1965–66 في المرة الأولى ليلعب معه خمسة مواسم ثم في موسم 1971–72 لمدة موسم واحد، مشاركًا طوالها في 106 مباراة سجل خلالها 6 أهداف. ثم انتقل إلى نادي ميتز في موسم 1969–70 لمدة موسم واحد، مشاركًا في 26 مباراة ولم يسجل أي هدف. هذا وانتقل لاحقًا إلى نادي أنغوليم في موسم 1970–71 لمدة موسم واحد، مشاركًا في 35 مباراة سجل خلالها 3 أهداف. ثم انتقل بعدها إلى نادي تولون في موسم 1972–73 واستمر معه طيلة ثلاثة مواسم، مشاركًا في 51 مباراة سجل خلالها 9 أهداف.

## روابط خارجية
- روبرت بيري على موقع قاعدة بيانات كرة القدم.إي يو (الإنجليزية)
- روبرت بيري على موقع ناشيونال فوتبول تيمز (الإنجليزية)
- روبرت بيري على موقع عالم كرة القدم.نت (الإنجليزية)